# Interiors

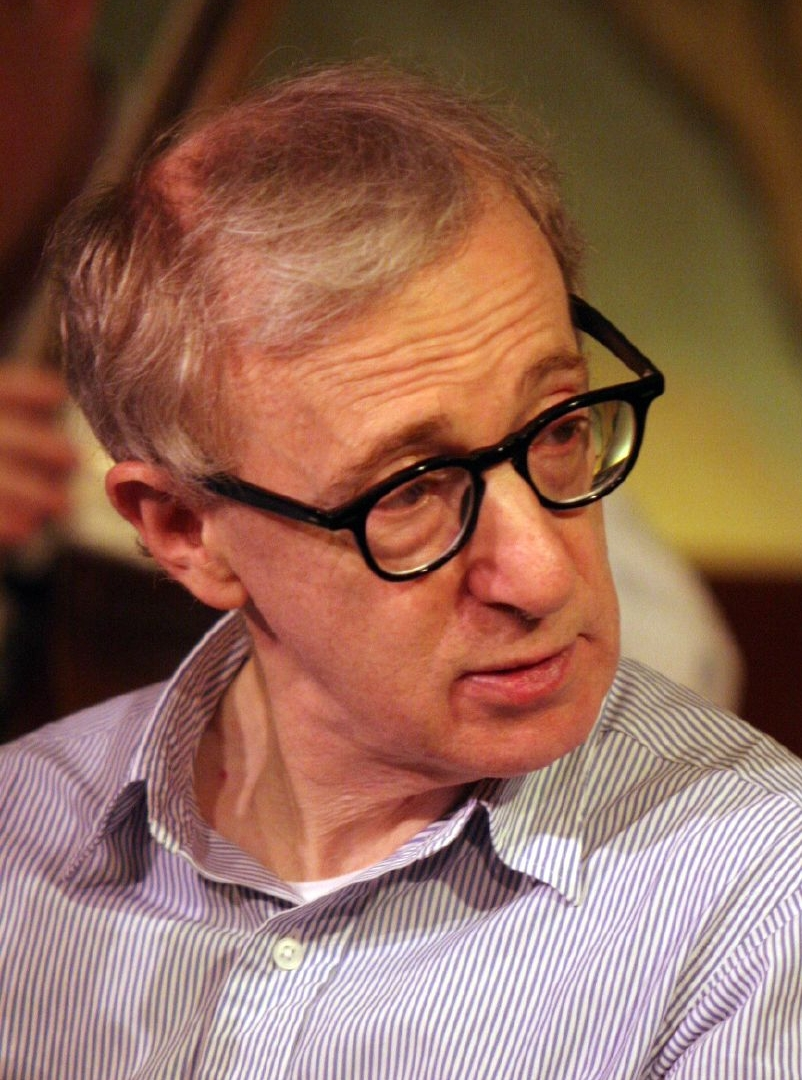
Woody Allen in 2006

Interiors is een Amerikaans filmdrama uit 1978 van regisseur en scenarist Woody Allen. De film gaat over drie zusters die worstelen met de scheiding van hun ouders. De hoofdrollen worden vertolkt door onder anderen Diane Keaton, Mary Beth Hurt en Kristin Griffith.

## Verhaal
Eve en Arthur liggen in echtscheiding, en hun drie dochters, Renate, Joey en Flyn worden geconfronteerd met de gevolgen. Hun moeder Eve is een koele vrouw, een interieurarchitect die alles op orde wil hebben. Ze gelooft geen seconde dat de proefscheiding permanent is. Vader Arthur is advocaat en een flamboyante man die inmiddels een warmbloedige weduwe heeft gevonden en de scheiding wil doorzetten. De dochters worden heen en weer geslingerd tussen de vader en de moeder en dat terwijl ze zelf de nodige problemen hebben. Renate is een succesvolle dichter, maar is gehuwd met de alcoholistische Frederick, een mislukte schrijver, die het niet kan verkroppen dat zijn vrouw meer succes heeft dan hij. Joey is gelukkig getrouwd met de documentairemaker Mike. Ze moeten de eindjes aan elkaar knopen, met name omdat Joey's acteercarrière niet van de grond komt. Dit is anders bij Flyn, zij is juist succesvol als actrice, maar speelt mee in uitermate goedkope en slechte tv-producties. De familie komt samen in het buitenverblijf van Eve en Arthur. Daar barst de bom als Arthur zijn nieuwe vriendin, Pearl, meeneemt en aankondigt met haar te gaan trouwen. Eve kan het niet verdragen dat haar huwelijk is mislukt en pleegt zelfmoord door de zee in te lopen.

## Rolverdeling
| Acteur                    | Personage |
| ------------------------- | --------- |
| Diane Keaton              | Renate    |
| Kristin Griffith          | Flyn      |
| Mary Beth Hurt - Joey     |           |
| Geraldine Page            | Eve       |
| E.G. Marshall             | Arthur    |
| Richard Jordan            | Frederick |
| Sam Waterston             | Mike      |
| Maureen Stapleton - Pearl |           |

## Achtergrond
Interiors was de eerste echte dramafilm van Allen. Dit is een duidelijke stijlbreuk met de films die Allen eerder maakte. Hoewel er in de voorgaande films (met name bijvoorbeeld Annie Hall) ook drama voorkomt, ligt de nadruk daar toch nog veelal op de komedie. Bij Interiors ontbreekt echter de humor volkomen. Dit wordt benadrukt door het feit dat Allen geen rol in de film speelt.
De film is opgenomen in zwart-wit, wat de somberheid nog meer doet uitkomen en kenmerkt zich door een zorgvuldig gebruik van 'ruimtes'. Het lijkt of de familie zich voortdurend beweegt in hun eigen micro-kosmos, waar geen enkel ander personage voorkomt. De enige warmte in de film komt van Pearl, de nieuwe vriendin van Arthur. Ze lacht, danst en probeert de kille familie leven in te blazen. De film lijkt beïnvloed door de films van Allens grote voorbeeld Ingmar Bergman en geeft een uiterst cynisch beeld van de New Yorkse kunstenaarswereld. Er zijn maar weinig aardige karakters in deze film. Renate is al even koel en kil als haar moeder, haar man Frederick schrijft giftige stukjes over andere schrijvers in de krant en probeert het zusje van zijn vrouw te versieren. Mike en Joey lijden onder het uitblijven van succes en Flyn haat haar nietszeggende films waarin ze nauwelijks hoeft te acteren. Alle hartelijkheid tussen de familieleden is verdwenen. De ban wordt uiteindelijk verbroken door de komst van Pearl die de anderen leert dat het leven ook leuk kan zijn. Voor Eve is het echter te laat, het ‘interieur’ dat ze zo nauwkeurig had opgebouwd, haar huwelijk, blijkt een lege huls, een kille lege ruimte die iedereen heeft verlaten.

## Prijzen en nominaties
| jaar | prijs               | categorie                                     | genomineerde(n)           | uitslag     |
| ---- | ------------------- | --------------------------------------------- | ------------------------- | ----------- |
| 1978 | NYFCC Award         | beste vrouwelijke bijrol                      | Maureen Stapleton         | gewonnen    |
| 1978 | LAFCA Award         | beste vrouwelijke bijrol                      | Maureen Stapleton         | gewonnen    |
| 1979 | Academy Award       | Beste actrice                                 | Geraldine Page            | genomineerd |
| 1979 | Academy Award       | Beste vrouwelijke bijrol                      | Maureen Stapleton         | genomineerd |
| 1979 | Academy Award       | Beste Art Direction-Set Decoration            | Mel Bourne, Daniel Robert | genomineerd |
| 1979 | Academy Award       | Beste regisseur                               | Woody Allen               | genomineerd |
| 1979 | Academy Award       | Beste script                                  | Woody Allen               | genomineerd |
| 1979 | BAFTA Film Award    | beste vrouwelijke bijrol                      | Geraldine Page            | gewonnen    |
| 1979 | BAFTA Film Award    | Most Promising Newcomer to Leading Film Roles | Mary Beth Hurt            | genomineerd |
| 1979 | Fotogramas de Plata | Beste buitenlandse filmacteur                 | Diane Keaton              | gewonnen    |
| 1979 | Golden Globe        | Beste regisseur – film                        | Woody Allen               | genomineerd |
| 1979 | Golden Globe        | Beste filmactrice – drama                     | Geraldine Page            | genomineerd |
| 1979 | Golden Globe        | Beste filmactrice in een bijrol               | Maureen Stapleton         | genomineerd |
| 1979 | Golden Globe        | Beste scenario – film                         | Woody Allen               | genomineerd |
| 1979 | KCFCC Award         | beste actrice                                 | Geraldine Page            | gewonnen    |
| 1979 | KCFCC Award         | Beste regisseur                               | Woody Allen               | gewonnen    |
| 1979 | KCFCC Award         | Beste film                                    | -                         | gewonnen    |
| 1979 | Sant Jordi          | Beste buitenlandse film                       | Woody Allen               | gewonnen    |
| 1979 | WGA Award           | Beste drama, direct geschreven voor een film  | Woody Allen               | genomineerd |